# НАРП-1

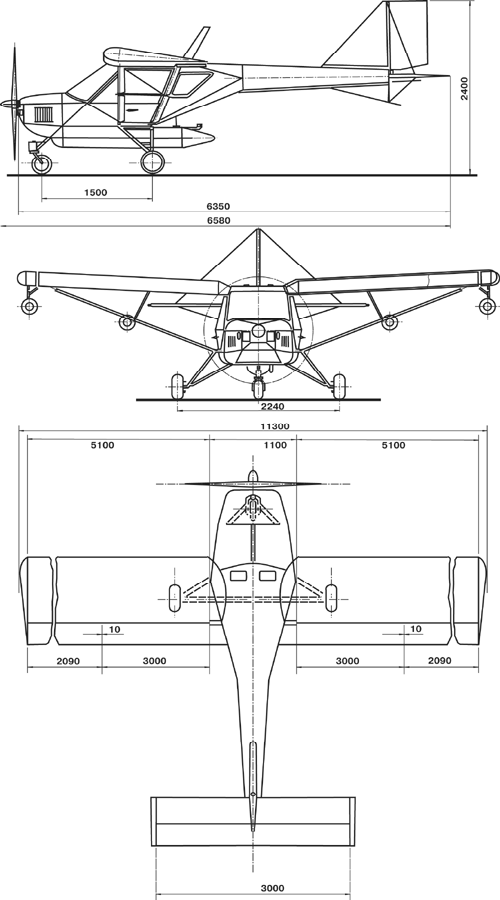

НАРП-1 — лёгкий многоцелевой одномоторный самолет, разработанный на Николаевском авиаремонтном заводе.

## История
Работы по созданию самолёта и заводские испытания предсерийного образца были завершены в сентябре 2001 года.
15 марта 2002 года самолёт был сертифицирован.. Производство самолётов НАРП-1 было начато в 2002 году.
Четыре самолёта были поставлены для Кировоградской лётной академии Национального авиационного университета.
Ещё пять самолётов НАРП-1 были закуплены украинскими компаниями ООО "ХАСКОМ" и "Орбита-777" для использования в качестве сельхозавиации.
Ещё один НАРП-1 поступил в распоряжение Волынского областного управления лесного и охотничьего хозяйства..
Ещё несколько самолётов НАРП-1 были проданы в Белоруссию (первый самолёт НАРП-1 разбился 2 сентября 2004 года в Житковичском районе Гомельской области., второй — в мае 2006 года в Могилевской области, 9 мая 2007 года возле деревни Крутое Чечерского района Гомельской области разбился третий НАРП-1).
9 мая 2008 года ещё один НАРП-1 разбился в Белгород-Днестровском районе Одесской области.
26 мая 2008 года при обработке сельхозугодий в районе села Славное Краснопольского района Сумской области разбился ещё один НАРП-1.
После этого, 29 августа 2008 года Госавиаадминистрация Украины обязала владельцев всех гражданских воздушных судов в период до 1 декабря 2008 года обзавестись штатными приборами авиагоризонта (ранее легкомоторные самолёты украинского производства НАРП-1 и Х-32 «Бекас» этими приборами не оснащались).

## Описание
Представляет собой высокоплан с закрытой двухместной кабиной и цельнометаллическим фюзеляжем.
Диаметр несущего винта, м — 1.168
Длина, м — 6.58
Высота, м — 2.4
Площадь крыла, м² — 16.67
Масса, кг
пустого — 410
максимальная взлетная — 630
Топливо, л — 36
Тип двигателя — 1 поршневой 4-хцилиндровый Rotax-912S
Мощность, л.с. —- 1 х 100 (Первая машина "0" серии — 80 л.с.)
Объем двигателя — 1.1 л
Объем топливного бака 33 л (есть подвесной бак на 45 л)
Максимальная скорость, км/ч — 150
Крейсерская скорость, км/ч — 110
Рабочая скорость, км/ч — 95—105
Продолжительность полета с полезной нагрузкой, ч — 3.5
Практический потолок, м — 4000
Максимальная эксплуатационная перегрузка — 3.8
Экипаж, чел. — 2
Полезная нагрузка: 120 л подвесной бак для хим. раствора